# District d'Annecy
Le district d'Annecy est une ancienne division territoriale française du département du Mont-Blanc de 1792 à 1795.

## Création
Le 27 novembre 1792, la Convention nationale prit un décret qui réunit le duché de Savoie à la France.

Il était rédigé comme suit :
La Convention nationale, après avoir entendu le rapport de ses comités de constitution et diplomatique, et avoir reconnu que le vœu libre et universel du peuple souverain de la Savoie, émis dans les assemblées des communes, est de s'incorporer à la République française ; considérant que la nature, les rapports et les intérêts respectifs rendent cette union avantageuse aux deux peuples, déclare qu'elle accepte la réunion proposée, et que, dès ce moment, la Savoie fait partie intégrante de la République française.

ARTICLE PREMIER. — La Convention nationale décrète que la Savoie formera provisoirement un quatre-vingt-quatrième département, sous le nom de département du Mont-Blanc.

ART. 2. — Les assemblées primaires et électorales se formeront incessamment, suivant la forme des lois établies, pour nommer leurs députés à la Convention nationale.

ART. 3. — Ce département aura provisoirement une représentation de dix députés à la Convention nationale.

ART. 4. — Il sera envoyé, dans le département du Mont-Blanc, quatre commissaires pris dans le sein de la Convention nationale, pour procéder à la division provisoire et à l'organisation de ce département en districts et en cantons. Ces commissaires seront nommés par la voie au scrutin.

ART. 5. — Les bureaux des douanes établis sur les frontières de la France et de la Savoie sont supprimés. Ceux sur les confins du Piémont, de la Suisse et de Genève, seront conservés provisoirement ; et le ministre des contributions publiques sera chargé de faire parvenir sur-le-champ les lois et tarifs relatifs à la perception des droits sur les objets exportés ou importés.

ART. 6. — Il sera établi, dans les chefs-lieux de district ou dans les bureaux de douanes aux frontières, après l'organisation des autorités, des commissaires pour la vérification des assignats.

ART. 7. — Sur la proposition d'insérer dans le décret de réunion de la Savoie, les mots : Au nom du peuple français, la Convention nationale passe à l'ordre du jour, motivé sur la déclaration solennelle qu'elle a faite, qu'il n'y aura de constitution que celle qui aura été acceptée par le peuple français.

Le 29 novembre 1792, la Convention nationale nomma, par décret, quatre commissaires pour la Savoie, savoir : Henri Grégoire, Hérault de Séchelles, Grégoire Jagot et Philibert Simond.

Ils arrivèrent à Chambéry le 14 décembre 1792.

Le département du Mont-Blanc fut divisé en sept districts correspondant aux anciennes provinces :

- La Savoie propre, devint le district de Chambéry ;
- Le Genevois, devint le district d'Annecy ;
- Le Chablais, devint le district de Thonon ;
- Les bailliages de Ternier et Gaillard, devinrent le district de Carouge ;
- Le Faucigny, devint le district de Cluses ;
- La Tarentaise, devint le district de Moûtiers ;
- La Maurienne, devint le district de Saint-Jean-de-Maurienne.

## Organisation
Le district est composé de 15 cantons, rassemblant 117 communes.
Il était composé des cantons de Annecy (14 communes, 10 313 hab.), Alby (13 communes, 5 579 hab.), Arbusigny (5 communes, 3 361 hab.), Clermont (7 communes, 2 840 hab.), Duing-d'Héré (7 communes, 3 825 hab.), Faverges (7 communes, 5 704 hab.), Grand-Bornand (4 communes, 4 520 hab.), Pringy (12 communes, 10 313 hab.), La Roche (6 communes, 5 641 hab.), Rumilly (13 communes, 8 594 hab.), Sillingy (7 communes, 3 765 hab.), Talloires (6 communes, 3 807 hab.), Thones (7 communes, 8 318 hab.), Thorens (3 communes, 2 902 hab.) et Ugine (6 communes, 4 579 hab.).

## Administration
Les premiers élus furent :
- Au Conseil de district :
  - François Audé, homme de loi
  - Aimé Cailles, notaire
  - Antoine Curtet, qui fut maire d'Annecy
  - Gabriel Ducroz
  - Jean-Marie Falquet, procureur
  - Jean-Joseph Métral
  - François Tessier
  - Claude Velluz
- Au Directoire de district :
  - Jean-François Carron
  - Alexis Collomb, notaire
  - Antoine Dunand, homme de loi
  - Pierre-François Lathuille, de Menthon
- Comme procureur syndic :
  - Jean-François Fernex

Ils tinrent leur première séance le 18 mars 1793.

### Du 9 mai au 1793 au 29 avril 1794
Le 9 mai 1793, un arrêté du représentant Hérault de Séchelles, porté contre « les administrateurs du district d'Annecy dont la conduite a été incivique et antirépublicaine sous tous les rapports », maintint au Conseil de district Audé et Falquet, mais remplaça les autres par : Louis Beauquis ; Maurice Brachet, de Montmin ; Antoine Brunier, notaire ; Joseph-Antoine Garbillon ; François Robert, de Brogny, homme de loi ; et Thomas Ruphy, architecte.

Au Directoire de district, l'arrêté précité maintint Dunand, mais remplaça les autres par : Philibert Richard, notaire ; Michel Roux, receveur du domaine ; et Jean-Louis Vauthier.

L'arrêté précité remplaça Fernex, procureur syndic, par Jean Burnod, homme de loi.

Jean Burnod fut nommé ensuite, en exécution du décret du 4 décembre 1793, agent national.

À ce moment, au Conseil, Barrel, Jacques-Joseph Decouz, François Marchand, avoué, et Pierre Pissard, rentier, avaient remplacé Beauquis, Falquet, Robert et Ruphy ; au Directoire, Chevillon, Alphonse Dufourd Joseph (5) et Pierre-Joseph Philippe, avocat, plus tard membre du Conseil des Cinq-Cents, avaient remplacé Dunand, Richard et Roux.

### Du 29 avril au 29 septembre 1794
Par arrêté du 29 avril 1794, le représentant Albitte en conservant Burnod comme agent national, remplaça Audé, Barrel, Chevillon, Decouz, Dufourd, Garbillon, Marchand et Pissard par Jean-Louis Boch ; Athanase Bron, notaire ; Pierre Cochet, de Saint-Félix ; Joachim Exertier, de Faverges, notaire ; Porret ; Thomas Ruphy ; auxquels, par arrêté du 22 mai 1794, il ajouta Claude Burdallet, homme de loi, et Jean-Claude Songeon.

### Du 29 septembre 1794 au 12 juillet 1795
Par arrêté du 29 septembre 1794, le représentant Gauthier remplaça Burnod, comme agent national, par Philibert Rosset de Tours, avocat, qui fut plus tard membre du 
Conseil des Cinq-Cents.

Au Conseil de district, l'arrêté précité maintint Boch, Brunier, Burdallet et Exertier, mais nomma : Joseph Lachenal ; Levet, de Megève ; réintégrait Marchand et Pissard

Au Directoire, l'arrêté précité maintint Brachet et Bron, mais réintégrait Audé, et nommait Jean-Pierre Dussollier, avocat.

### Du 12 juillet au 16 septembre 1795
Le 12 juillet 1795, le Comité de Législation de la Convention procéda à un nouveau remaniement.

Burdallet succéda à Rosset comme procureur syndic.

Rosset passa au Directoire, avec Antoine Dunand, qui y rentra après avoir présidé le Tribunal du district, avec Philippe, qui y rentra aussi, et avec J.-B. Lacombe.

Au Conseil de district, à Brunier maintenu, furent adjoints : Joseph Coppier, avocat ; Antoine Curtet, Jean-François Fernex, François Tessier et Jean-Louis Vauthier, déjà cités ; Jacques Nouvellet, homme de loi, et Claude-François Pollet, homme de loi.

### Du 16 septembre au 21 novembre 1795
Par arrêté des 16 et 30 septembre 1795, le représentant Cassanyès nomma :
- Procureur syndic : Philippe
- Au Directoire de district : Lacombe et Rosset, Brunier et Marchand
- Au Conseil de district : Coppier, Pollet et Vauthier, Étienne-Joseph Aretan ; Burdallet ; Lachenal ; Prosper Nicollin ; et Jean-Louis Paget, ancien commissaire à terriers

L'administration du district d'Annecy tint sa dernière séance le 21 novembre 1795.